# Saison 2021-2022 des Trail Blazers de Portland
La saison 2021-2022 des Trail Blazers de Portland est la 52e saison de la franchise au sein de la National Basketball Association (NBA).
Le 20 août 2021, la ligue annonce que la saison régulière démarre le 19 octobre 2021, avec un format typique de 82 matchs.
Les Trail Blazers entrent dans la saison après une élimination en playoffs la saison précédente au premier tour au terme de six matchs. À la suite de cette défaite, l'entraîneur Terry Stotts est remercié par la franchise et c'est Chauncey Billups qui hérite du poste d'entraîneur principal de la franchise. De plus, courant décembre, le manager général Neil Olshey est remplacé à son poste par Joe Cronin.
La saison est marquée par la séparation du duo Damian Lillard et C. J. McCollum, évoluant ensemble depuis près d'une décennie, avec le départ de McCollum vers les Pelicans de La Nouvelle-Orléans.
À la suite d'une défaite face aux Spurs de San Antonio, le 1er avril, l'équipe est éliminée de la course aux playoffs, ratant les séries éliminatoires pour la première fois depuis 2013. La franchise termine à la 13e place de la conférence Ouest et 4e de sa division.

## Draft
- Aucun choix de draft cette saison.

## Matchs

### Summer League
| Summer League Total: 2-3 |

| Match | Date match | Équipe        | Score   | Meilleur marqueur     | Meilleur rebondeur  | Meilleur passeur     | Lieux                | Série |
| ----- | ---------- | ------------- | ------- | --------------------- | ------------------- | -------------------- | -------------------- | ----- |
| 1     | 8 août     | Charlotte     | V 93-86 | Antonio Blakeney (27) | Kenneth Faried (8)  | Emmanuel Mudiay (9)  | Cox Pavilion         | 1 - 0 |
| 2     | 10 août    | L.A. Clippers | V 86-66 | Kobi Simmons (15)     | Kenneth Faried (12) | Trendon Watford (5)  | Thomas & Mack Center | 2 - 0 |
| 3     | 12 août    | Indiana       | D 64-97 | Antonio Blakeney (15) | Greg Brown III (7)  | Kobi Simmons (6)     | Thomas & Mack Center | 2 - 1 |
| 4     | 14 août    | Phoenix       | D 70-79 | Michael Beasley (14)  | Greg Brown III (6)  | Emmanuel Mudiay (11) | Cox Pavilion         | 2 - 2 |
| 5     | 17 août    | Houston       | D 92-95 | Antonio Blakeney (23) | C. J. Elleby (10)   | Emmanuel Mudiay (8)  | Thomas & Mack Center | 2 - 3 |

### Pré-saison
| Pré-saison Total: 0-4 (Domicile : 0-2; Extérieur : 0-2) |

| Match | Date match | Équipe         | Score     | Meilleur marqueur    | Meilleur rebondeur | Meilleur passeur     | Lieux Spectateurs      | Série |
| ----- | ---------- | -------------- | --------- | -------------------- | ------------------ | -------------------- | ---------------------- | ----- |
| 1     | 4 octobre  | Golden State   | D 107-121 | Damian Lillard (19)  | Jusuf Nurkić (10)  | Anfernee Simons (6)  | Moda Center 13 936     | 0 - 1 |
| 2     | 11 octobre | Sacramento     | D 93-107  | Anfernee Simons (24) | Greg Brown III (9) | Dennis Smith Jr. (7) | Moda Center 0          | 0 - 2 |
| 3     | 13 octobre | @ Phoenix      | D 74-119  | Damian Lillard (12)  | Jusuf Nurkić (13)  | C. J. McCollum (4)   | Footprint Center 9 772 | 0 - 3 |
| 4     | 15 octobre | @ Golden State | D 97-119  | C. J. McCollum (26)  | Jusuf Nurkić (10)  | Dennis Smith Jr. (7) | Chase Center 18 064    | 0 - 4 |

### Saison régulière
| Saison régulière Total: 27-55 (Domicile : 17-24; Extérieur : 10-31) |

| Match | Date match | Équipe          | Score     | Meilleur marqueur   | Meilleur rebondeur | Meilleur passeur    | Lieux Spectateurs      | Série |
| ----- | ---------- | --------------- | --------- | ------------------- | ------------------ | ------------------- | ---------------------- | ----- |
| 1     | 20 octobre | Sacramento      | D 121-124 | C. J. McCollum (34) | Jusuf Nurkić (14)  | Damian Lillard (11) | Moda Center 17 467     | 0 - 1 |
| 2     | 23 octobre | Phoenix         | V 134-105 | C. J. McCollum (28) | Jusuf Nurkić (12)  | Damian Lillard (8)  | Moda Center 18 558     | 1 - 1 |
| 3     | 25 octobre | @ L.A. Clippers | D 86-116  | C. J. McCollum (20) | Jusuf Nurkić (10)  | C. J. McCollum (4)  | Staples Center 15 672  | 1 - 2 |
| 4     | 27 octobre | Memphis         | V 116-96  | C. J. McCollum (25) | Jusuf Nurkić (8)   | Damian Lillard (10) | Moda Center 16 241     | 2 - 2 |
| 5     | 29 octobre | L.A. Clippers   | V 111-92  | Damian Lillard (25) | Jusuf Nurkić (17)  | Damian Lillard (6)  | Moda Center 16 510     | 3 - 2 |
| 6     | 31 octobre | @ Charlotte     | D 113-125 | C. J. McCollum (25) | Jusuf Nurkić (14)  | Damian Lillard (12) | Spectrum Center 14 960 | 3 - 3 |

| Match | Date match   | Équipe          | Score     | Meilleur marqueur    | Meilleur rebondeur  | Meilleur passeur      | Lieux Spectateurs                 | Série   |
| ----- | ------------ | --------------- | --------- | -------------------- | ------------------- | --------------------- | --------------------------------- | ------- |
| 7     | 1er novembre | @ Philadelphie  | D 103-113 | Norman Powell (22)   | Jusuf Nurkić (9)    | Damian Lillard (10)   | Wells Fargo Center 20 115         | 3 - 4   |
| 8     | 3 novembre   | @ Cleveland     | D 104-107 | Damian Lillard (26)  | Jusuf Nurkić (9)    | Damian Lillard (8)    | Rocket Mortgage FieldHouse 16 231 | 3 - 5   |
| 9     | 5 novembre   | Indiana         | V 110-106 | C. J. McCollum (27)  | Jusuf Nurkić (9)    | Damian Lillard (11)   | Moda Center 16 841                | 4 - 5   |
| 10    | 6 novembre   | L.A. Lakers     | V 105-90  | Damian Lillard (25)  | Jusuf Nurkić (17)   | Damian Lillard (6)    | Moda Center 19 393                | 5 - 5   |
| 11    | 9 novembre   | @ L.A. Clippers | D 109-117 | Damian Lillard (27)  | Jusuf Nurkić (13)   | Trois joueurs (6)     | Staples Center 14 131             | 5 - 6   |
| 12    | 10 novembre  | @ Phoenix       | D 109-119 | Damian Lillard (28)  | Lillard, Little (7) | Lillard, McCollum (7) | Footprint Center 15 672           | 5 - 7   |
| 13    | 12 novembre  | @ Houston       | V 104-92  | Damian Lillard (20)  | Nassir Little (14)  | Damian Lillard (7)    | Toyota Center 15 468              | 6 - 7   |
| 14    | 14 novembre  | @ Denver        | D 95-124  | C. J. McCollum (21)  | Nassir Little (7)   | Dennis Smith Jr. (5)  | Ball Arena 15 583                 | 6 - 8   |
| 15    | 15 novembre  | Toronto         | V 118-113 | C. J. McCollum (29)  | Jusuf Nurkić (14)   | Damian Lillard (8)    | Moda Center 16 142                | 7 - 8   |
| 16    | 17 novembre  | Chicago         | V 112-107 | Damian Lillard (22)  | Jusuf Nurkić (12)   | Damian Lillard (10)   | Footprint Center 17 492           | 8 - 8   |
| 17    | 20 novembre  | Philadelphie    | V 118-111 | Damian Lillard (39)  | Jusuf Nurkić (11)   | Damian Lillard (7)    | Moda Center 17 027                | 9 - 8   |
| 18    | 23 novembre  | Denver          | V 119-100 | C. J. McCollum (32)  | Trois joueurs (7)   | Damian Lillard (5)    | Moda Center 17 052                | 10 - 8  |
| 19    | 24 novembre  | @ Sacramento    | D 121-125 | Damian Lillard (32)  | Jusuf Nurkić (17)   | Damian Lillard (10)   | Golden 1 Center 14 997            | 10 - 9  |
| 20    | 26 novembre  | @ Golden State  | D 103-118 | Anfernee Simons (19) | C. J. McCollum (7)  | Damian Lillard (6)    | Chase Center 19 064               | 10 - 10 |
| 21    | 29 novembre  | @ Utah          | D 107-129 | Jusuf Nurkić (24)    | Jusuf Nurkić (10)   | C. J. McCollum (6)    | Vivint Smart Home Arena 18 306    | 10 - 11 |
| 22    | 30 novembre  | Détroit         | V 110-92  | C. J. McCollum (28)  | Jusuf Nurkić (8)    | C. J. McCollum (6)    | Moda Center 16 071                | 11 - 11 |

| Match | Date match  | Équipe                | Score          | Meilleur marqueur     | Meilleur rebondeur      | Meilleur passeur        | Lieux Spectateurs           | Série   |
| ----- | ----------- | --------------------- | -------------- | --------------------- | ----------------------- | ----------------------- | --------------------------- | ------- |
| 23    | 2 décembre  | San Antonio           | D 83-114       | McCollum, Powell (16) | Jusuf Nurkić (7)        | Dennis Smith Jr. (5)    | Moda Center 16 143          | 11 - 12 |
| 24    | 4 décembre  | Boston                | D 117-145      | C. J. McCollum (24)   | Cody Zeller (8)         | McCollum, Smith Jr. (6) | Moda Center 18 193          | 11 - 13 |
| 25    | 6 décembre  | L.A. Clippers         | D 90-102       | Jusuf Nurkić (31)     | Robert Covington (10)   | Dennis Smith Jr. (7)    | Moda Center 15 865          | 11 - 14 |
| 26    | 8 décembre  | @ Golden State        | D 94-104       | Norman Powell (26)    | Jusuf Nurkić (13)       | Jusuf Nurkić (6)        | Chase Center 18 064         | 11 - 15 |
| 27    | 12 décembre | Minnesota             | D 111-116      | Anfernee Simons (26)  | Larry Nance, Jr. (12)   | Damian Lillard (6)      | Moda Center 16 591          | 11 - 16 |
| 28    | 14 décembre | Phoenix               | D 107-111 (OT) | Damian Lillard (31)   | Jusuf Nurkić (13)       | Damian Lillard (10)     | Moda Center 16 184          | 11 - 17 |
| 29    | 15 décembre | Memphis               | D 103-113      | Norman Powell (25)    | Jusuf Nurkić (12)       | Norman Powell (5)       | Moda Center 15 773          | 11 - 18 |
| 30    | 17 décembre | Charlotte             | V 125-116      | Damian Lillard (43)   | Robert Covington (10)   | Damian Lillard (8)      | Moda Center 18 399          | 12 - 18 |
| 31    | 19 décembre | @ Memphis             | V 105-100      | Damian Lillard (32)   | Nance, Jr., Nurkić (11) | Damian Lillard (5)      | FedExForum 15 977           | 13 - 18 |
| 32    | 21 décembre | @ La Nouvelle-Orléans | D 97-111       | Damian Lillard (39)   | Larry Nance, Jr. (6)    | Damian Lillard (7)      | Smoothie King Center 15 272 | 13 - 19 |
| -     | 23 décembre | Brooklyn              | Reporté        | Reporté               | Reporté                 | Reporté                 | Moda Center                 | -       |
| 33    | 27 décembre | Dallas                | D 117-132      | Damian Lillard (26)   | Nassir Little (10)      | Damian Lillard (5)      | Moda Center 18 430          | 13 - 20 |
| 34    | 29 décembre | Utah                  | D 105-120      | Norman Powell (32)    | Larry Nance, Jr. (9)    | Larry Nance, Jr. (9)    | Moda Center 17 828          | 13 - 21 |
| 35    | 31 décembre | @ L.A. Lakers         | D 106-139      | Ben McLemore (28)     | Larry Nance, Jr. (9)    | Damian Lillard (7)      | Crypto.com Arena 18 997     | 13 - 22 |

| Match | Date match | Équipe          | Score     | Meilleur marqueur    | Meilleur rebondeur   | Meilleur passeur        | Lieux Spectateurs        | Série   |
| ----- | ---------- | --------------- | --------- | -------------------- | -------------------- | ----------------------- | ------------------------ | ------- |
| 36    | 3 janvier  | Atlanta         | V 136-131 | Anfernee Simons (43) | Jusuf Nurkić (12)    | Anfernee Simons (7)     | Moda Center 15 091       | 14 - 22 |
| 37    | 5 janvier  | Miami           | D 109-115 | Anfernee Simons (28) | Jusuf Nurkić (13)    | Anfernee Simons (7)     | Moda Center 15 773       | 14 - 23 |
| 38    | 7 janvier  | Cleveland       | D 101-114 | Norman Powell (19)   | Jusuf Nurkić (12)    | Anfernee Simons (7)     | Moda Center 16 708       | 14 - 24 |
| 39    | 9 janvier  | Sacramento      | V 103-88  | Anfernee Simons (31) | Jusuf Nurkić (16)    | Jusuf Nurkić (9)        | Moda Center 16 408       | 15 - 24 |
| 40    | 10 janvier | Brooklyn        | V 114-108 | Anfernee Simons (23) | Jusuf Nurkić (8)     | Anfernee Simons (11)    | Moda Center 16 379       | 16 - 24 |
| 41    | 13 janvier | @ Denver        | D 108-140 | Ben McLemore (18)    | Jusuf Nurkić (8)     | Dennis Smith Jr. (8)    | Ball Arena 14 972        | 16 - 25 |
| 42    | 15 janvier | @ Washington    | V 115-110 | Anfernee Simons (31) | Jusuf Nurkić (14)    | Anfernee Simons (11)    | Capital One Arena 15 124 | 17 - 25 |
| 43    | 17 janvier | @ Orlando       | V 98-88   | Jusuf Nurkić (21)    | Jusuf Nurkić (22)    | Anfernee Simons (7)     | Amway Center 13 648      | 18 - 25 |
| 44    | 19 janvier | @ Miami         | D 92-104  | Anfernee Simons (27) | Jusuf Nurkić (14)    | Anfernee Simons (7)     | FTX Arena 19 600         | 18 - 26 |
| 45    | 21 janvier | @ Boston        | V 109-105 | Jusuf Nurkić (29)    | Jusuf Nurkić (17)    | Jusuf Nurkić (6)        | TD Garden 19 156         | 19 - 26 |
| 46    | 23 janvier | @ Toronto       | V 114-105 | Trois joueurs (19)   | Jusuf Nurkić (11)    | McCollum, Smith Jr. (6) | Scotiabank Arena 0       | 20 - 26 |
| 47    | 25 janvier | Minnesota       | D 107-109 | Little, Nurkić (20)  | Jusuf Nurkić (14)    | Anfernee Simons (7)     | Moda Center 16 422       | 20 - 27 |
| 48    | 26 janvier | Dallas          | D 112-132 | Anfernee Simons (23) | Norman Powell (9)    | Anfernee Simons (7)     | Moda Center 16 334       | 20 - 28 |
| 49    | 28 janvier | @ Houston       | V 125-110 | Anfernee Simons (27) | Jusuf Nurkić (13)    | Anfernee Simons (6)     | Toyota Center 16 100     | 21 - 28 |
| 50    | 30 janvier | @ Chicago       | D 116-130 | C. J. McCollum (29)  | Robert Covington (7) | C. J. McCollum (6)      | United Center 19 521     | 21 - 29 |
| 51    | 31 janvier | @ Oklahoma City | D 81-98   | C. J. McCollum (21)  | Jusuf Nurkić (9)     | C. J. McCollum (7)      | Paycom Center 13 812     | 21 - 30 |

| Match                  | Date match | Équipe        | Score     | Meilleur marqueur    | Meilleur rebondeur     | Meilleur passeur        | Lieux Spectateurs       | Série   |
| ---------------------- | ---------- | ------------- | --------- | -------------------- | ---------------------- | ----------------------- | ----------------------- | ------- |
| 52                     | 2 février  | @ L.A. Lakers | D 94-99   | Norman Powell (30)   | Covington, Nurkić (13) | Robert Covington (9)    | Crypto.com Arena 17 259 | 21 - 31 |
| 53                     | 4 février  | Oklahoma City | D 93-96   | C. J. McCollum (19)  | Jusuf Nurkić (16)      | McCollum, Simons (4)    | Moda Center 15 329      | 21 - 32 |
| 54                     | 5 février  | Milwaukee     | D 108-137 | Anfernee Simons (19) | Jusuf Nurkić (10)      | McCollum, Smith Jr. (6) | Moda Center 19 393      | 21 - 33 |
| 55                     | 8 février  | Orlando       | D 95-113  | Anfernee Simons (19) | Jusuf Nurkić (11)      | Anfernee Simons (5)     | Moda Center 16 024      | 21 - 34 |
| 56                     | 9 février  | L.A. Lakers   | V 107-105 | Anfernee Simons (29) | Jusuf Nurkić (12)      | Dennis Smith Jr. (11)   | Moda Center 19 393      | 22 - 34 |
| 57                     | 12 février | New York      | V 112-103 | Anfernee Simons (30) | Jusuf Nurkić (20)      | Anfernee Simons (8)     | Moda Center 18 521      | 23 - 34 |
| 58                     | 14 février | @ Milwaukee   | V 122-107 | Anfernee Simons (31) | Jusuf Nurkić (16)      | Anfernee Simons (6)     | Fiserv Forum 17 341     | 24 - 34 |
| 59                     | 16 février | @ Memphis     | V 123-119 | Jusuf Nurkić (32)    | Jusuf Nurkić (8)       | Hart, Simons (6)        | FedExForum 16 834       | 25 - 34 |
| NBA All-Star Game 2022 |            |               |           |                      |                        |                         |                         |         |
| 60                     | 24 février | Golden State  | D 95-132  | Anfernee Simons (24) | Josh Hart (6)          | Josh Hart (4)           | Moda Center 20 098      | 25 - 35 |
| 61                     | 27 février | Denver        | D 92-124  | Anfernee Simons (16) | Drew Eubanks (10)      | Brandon Williams (7)    | Moda Center 17 771      | 25 - 36 |

| Match | Date match | Équipe              | Score          | Meilleur marqueur      | Meilleur rebondeur    | Meilleur passeur      | Lieux Spectateurs              | Série   |
| ----- | ---------- | ------------------- | -------------- | ---------------------- | --------------------- | --------------------- | ------------------------------ | ------- |
| 62    | 2 mars     | @ Phoenix           | D 90-120       | Brandon Williams (14)  | Drew Eubanks (8)      | Simons, Watford (6)   | Footprint Center 17 071        | 25 - 37 |
| 63    | 5 mars     | @ Minnesota         | D 121-135      | Anfernee Simons (38)   | Trendon Watford (14)  | Blevins, Johnson (5)  | Target Center 17 136           | 25 - 38 |
| 64    | 7 mars     | @ Minnesota         | D 81-124       | Brandon Williams (27)  | Brandon Williams (8)  | Josh Hart (4)         | Target Center 16 035           | 25 - 39 |
| 65    | 9 mars     | @ Utah              | D 85-123       | Trendon Watford (22)   | Drew Eubanks (7)      | Keon Johnson (5)      | Vivint Smart Home Arena 18 306 | 25 - 40 |
| 66    | 12 mars    | Washington          | V 127-118      | Josh Hart (44)         | Drew Eubanks (12)     | Josh Hart (6)         | Moda Center 17 524             | 26 - 40 |
| 67    | 14 mars    | @ Atlanta           | D 113-122      | Josh Hart (31)         | C. J. Elleby (13)     | Brandon Williams (6)  | State Farm Arena 16 432        | 26 - 41 |
| 68    | 16 mars    | @ New York          | D 98-128       | Josh Hart (17)         | Drew Eubanks (9)      | Kris Dunn (7)         | Madison Square Garden 18 213   | 26 - 42 |
| 69    | 18 mars    | @ Brooklyn          | D 123-128      | Josh Hart (25)         | Eubanks, Williams (6) | Josh Hart (7)         | Barclays Center 17 732         | 26 - 43 |
| 70    | 20 mars    | @ Indiana           | D 98-129       | Josh Hart (26)         | Eubanks, Watford (8)  | Kris Dunn (9)         | Gainbridge Fieldhouse 16 067   | 26 - 44 |
| 71    | 21 mars    | @ Détroit           | V 119-115      | Brandon Williams (23)  | Justise Winslow (9)   | Kris Dunn (5)         | Little Caesars Arena 14 923    | 27 - 44 |
| 72    | 23 mars    | San Antonio         | D 96-133       | Ben McLemore (23)      | Greg Brown III (14)   | Drew Eubanks (4)      | Moda Center 16 610             | 27 - 45 |
| 73    | 25 mars    | Houston             | D 106-125      | Trendon Watford (19)   | C. J. Elleby (7)      | Kris Dunn (7)         | Moda Center 16 947             | 27 - 46 |
| 74    | 26 mars    | Houston             | D 98-115       | Watford, Williams (15) | Drew Eubanks (16)     | Brandon Williams (8)  | Moda Center 17 821             | 27 - 47 |
| 75    | 28 mars    | Oklahoma City       | D 131-134 (OT) | Ben McLemore (28)      | Drew Eubanks (14)     | Brandon Williams (12) | Moda Center 18 188             | 27 - 48 |
| 76    | 30 mars    | La Nouvelle-Orléans | D 107-117      | Drew Eubanks (21)      | Drew Eubanks (9)      | Brandon Williams (10) | Moda Center 18 551             | 27 - 49 |

| Match | Date match | Équipe                | Score     | Meilleur marqueur | Meilleur rebondeur  | Meilleur passeur     | Lieux Spectateurs               | Série   |
| ----- | ---------- | --------------------- | --------- | ----------------- | ------------------- | -------------------- | ------------------------------- | ------- |
| 77    | 1er avril  | @ San Antonio         | D 111-130 | Keon Johnson (20) | Reggie Perry (10)   | Kris Dunn (8)        | AT&T Center 17 512              | 27 - 50 |
| 78    | 3 avril    | @ San Antonio         | D 92-113  | Keon Johnson (19) | Drew Eubanks (13)   | Brandon Williams (7) | AT&T Center 15 816              | 27 - 51 |
| 79    | 5 avril    | @ Oklahoma City       | D 94-98   | Keon Johnson (18) | Kris Dunn (8)       | Kris Dunn (8)        | Paycom Center 14 674            | 27 - 52 |
| 80    | 7 avril    | @ La Nouvelle-Orléans | D 94-127  | Drew Eubanks (20) | Greg Brown III (7)  | Keon Johnson (8)     | Smoothie King Center 12 432     | 27 - 53 |
| 81    | 8 avril    | @ Dallas              | D 78-128  | Drew Eubanks (18) | Elleby, Eubanks (7) | Keon Johnson (6)     | American Airlines Center 20 174 | 27 - 54 |
| 82    | 10 avril   | Utah                  | D 80-111  | Reggie Perry (20) | Reggie Perry (8)    | Keon Johnson (6)     | Moda Center 18 123              | 27 - 55 |

### Confrontations en saison régulière
| Conférence Est      | Conférence Est                              | Conférence Est                              | Conférence Ouest                            | Conférence Ouest                            | Conférence Ouest                            | Conférence Ouest                            | Conférence Ouest                            |
| Division Atlantique | Division Atlantique                         | Division Atlantique                         | Division Nord-Ouest                         | Division Nord-Ouest                         | Division Nord-Ouest                         | Division Nord-Ouest                         | Division Nord-Ouest                         |
| Équipe              | Domicile                                    | Extérieur                                   | Équipe                                      | Domicile                                    | Domicile                                    | Extérieur                                   | Extérieur                                   |
| ------------------- | ------------------------------------------- | ------------------------------------------- | ------------------------------------------- | ------------------------------------------- | ------------------------------------------- | ------------------------------------------- | ------------------------------------------- |
| Boston              | 117-145                                     | 109-105                                     | Denver                                      | 119-100                                     | 92-124                                      | 95-124                                      | 108-140                                     |
| Brooklyn            | 114-108                                     | 123-128                                     | Minnesota                                   | 111-116                                     | 107-109                                     | 121-135                                     | 81-124                                      |
| New York            | 112-103                                     | 98-128                                      | Oklahoma City                               | 93-96                                       | 131-134 (OT)                                | 81-98                                       | 94-98                                       |
| Philadelphie        | 118-111                                     | 103-113                                     |                                             |                                             |                                             |                                             |                                             |
| Toronto             | 118-113                                     | 114-105                                     | Utah                                        | 105-120                                     | 80-111                                      | 107-129                                     | 85-123                                      |
|                     | 4-1                                         | 2-3                                         |                                             | 1-7                                         | 1-7                                         | 0-8                                         | 0-8                                         |
| Division            | 6-4                                         | 6-4                                         | Division                                    | 1-15                                        | 1-15                                        | 1-15                                        | 1-15                                        |
| Division Centrale   | Division Centrale                           | Division Centrale                           | Division Pacifique                          | Division Pacifique                          | Division Pacifique                          | Division Pacifique                          | Division Pacifique                          |
| Équipe              | Domicile                                    | Extérieur                                   | Équipe                                      | Domicile                                    | Domicile                                    | Extérieur                                   | Extérieur                                   |
| Chicago             | 112-107                                     | 116-130                                     | Golden State                                | 95-132                                      |                                             | 103-118                                     | 94-104                                      |
| Cleveland           | 101-114                                     | 104-107                                     | L.A. Clippers                               | 111-92                                      | 90-102                                      | 86-116                                      | 109-117                                     |
| Detroit             | 110-92                                      | 119-115                                     | L.A. Lakers                                 | 105-90                                      | 107-105                                     | 106-139                                     | 94-99                                       |
| Indiana             | 110-106                                     | 98-129                                      | Phoenix                                     | 134-105                                     | 107-111 (OT)                                | 109-119                                     | 90-120                                      |
| Milwaukee           | 108-137                                     | 122-107                                     | Sacramento                                  | 121-124                                     | 103-88                                      | 121-125                                     |                                             |
|                     | 3-2                                         | 2-3                                         |                                             | 5-4                                         | 5-4                                         | 0-9                                         | 0-9                                         |
| Division            | 5-5                                         | 5-5                                         | Division                                    | 5-13                                        | 5-13                                        | 5-13                                        | 5-13                                        |
| Division Sud-Est    | Division Sud-Est                            | Division Sud-Est                            | Division Sud-Ouest                          | Division Sud-Ouest                          | Division Sud-Ouest                          | Division Sud-Ouest                          | Division Sud-Ouest                          |
| Équipe              | Domicile                                    | Extérieur                                   | Équipe                                      | Domicile                                    | Domicile                                    | Extérieur                                   | Extérieur                                   |
| Atlanta             | 136-131                                     | 113-122                                     | Dallas                                      | 117-132                                     | 112-132                                     | 78-128                                      |                                             |
| Charlotte           | 125-116                                     | 113-125                                     | Houston                                     | 106-125                                     | 98-115                                      | 104-92                                      | 125-110                                     |
| Miami               | 109-115                                     | 92-104                                      | Memphis                                     | 116-96                                      | 103-113                                     | 105-100                                     | 123-119                                     |
| Orlando             | 95-113                                      | 98-88                                       | New Orleans                                 | 107-117                                     |                                             | 97-111                                      | 94-127                                      |
| Washington          | 127-118                                     | 115-110                                     | San Antonio                                 | 83-114                                      | 96-133                                      | 111-130                                     | 92-113                                      |
|                     | 3-2                                         | 2-3                                         |                                             | 1-8                                         | 1-8                                         | 4-5                                         | 4-5                                         |
| Division            | 5-5                                         | 5-5                                         | Division                                    | 5-13                                        | 5-13                                        | 5-13                                        | 5-13                                        |
| Conférence          | 16-14 (Domicile : 10-5; Extérieur : 6-9)    | 16-14 (Domicile : 10-5; Extérieur : 6-9)    | Conférence                                  | 11-41 (Domicile : 7-19; Extérieur : 4-22)   | 11-41 (Domicile : 7-19; Extérieur : 4-22)   | 11-41 (Domicile : 7-19; Extérieur : 4-22)   | 11-41 (Domicile : 7-19; Extérieur : 4-22)   |
| Total               | 27-55 (Domicile : 17-24; Extérieur : 10-31) | 27-55 (Domicile : 17-24; Extérieur : 10-31) | 27-55 (Domicile : 17-24; Extérieur : 10-31) | 27-55 (Domicile : 17-24; Extérieur : 10-31) | 27-55 (Domicile : 17-24; Extérieur : 10-31) | 27-55 (Domicile : 17-24; Extérieur : 10-31) | 27-55 (Domicile : 17-24; Extérieur : 10-31) |

## Classements
| Conférence Ouest | Conférence Ouest                    | Conférence Ouest | Conférence Ouest | Conférence Ouest | Conférence Ouest | Conférence Ouest | Conférence Ouest |
| No               | Franchise                           | Vic.             | Def.             | MJ               | V/D              | GB               |                  |
| ---------------- | ----------------------------------- | ---------------- | ---------------- | ---------------- | ---------------- | ---------------- | ---------------- |
| 1                | z - Suns de Phoenix                 | 64               | 18               | 82               | .780             | –                |                  |
| 2                | y - Grizzlies de Memphis            | 56               | 26               | 82               | .683             | 8                |                  |
| 3                | x - Warriors de Golden State        | 53               | 29               | 82               | .646             | 11               |                  |
| 4                | x - Mavericks de Dallas             | 52               | 30               | 82               | .634             | 12               |                  |
| 5                | y - Jazz de l'Utah                  | 49               | 33               | 82               | .598             | 15               |                  |
| 6                | x - Nuggets de Denver               | 48               | 34               | 82               | .585             | 16               |                  |
|                  |                                     |                  |                  |                  |                  |                  |                  |
| 7                | x - Timberwolves du Minnesota       | 46               | 36               | 82               | .561             | 18               |                  |
| 8                | pi - Clippers de Los Angeles        | 42               | 40               | 82               | .512             | 22               |                  |
| 9                | x - Pelicans de La Nouvelle-Orléans | 36               | 46               | 82               | .439             | 28               |                  |
| 10               | pi - Spurs de San Antonio           | 34               | 48               | 82               | .415             | 30               |                  |
|                  |                                     |                  |                  |                  |                  |                  |                  |
| 11               | o - Lakers de Los Angeles           | 33               | 49               | 82               | .402             | 31               |                  |
| 12               | o - Kings de Sacramento             | 30               | 52               | 82               | .366             | 34               |                  |
| 13               | o - Trail Blazers de Portland       | 27               | 55               | 82               | .329             | 37               |                  |
| 14               | o - Thunder d'Oklahoma City         | 24               | 58               | 82               | .293             | 40               |                  |
| 15               | o - Rockets de Houston              | 20               | 62               | 82               | .244             | 44               |                  |

| Division Nord-Ouest           | V  | D  | MJ | V/D  | GB | Dom   | Ext   | Div  |
| ----------------------------- | -- | -- | -- | ---- | -- | ----- | ----- | ---- |
| y - Jazz de l'Utah            | 49 | 33 | 82 | .598 | –  | 29–12 | 20–21 | 15–1 |
| x - Nuggets de Denver         | 48 | 34 | 82 | .585 | 1  | 23–18 | 25–16 | 6–10 |
| x - Timberwolves du Minnesota | 45 | 37 | 82 | .561 | 3  | 26–15 | 20–21 | 12–4 |
| o - Trail Blazers de Portland | 27 | 55 | 82 | .329 | 22 | 17–24 | 10–31 | 1–15 |
| o - Thunder d'Oklahoma City   | 24 | 58 | 82 | .293 | 24 | 12–29 | 12–29 | 6–10 |